# Roman Kulczycki
Roman Marian Kulczycki (ur. 2 sierpnia 1959 w Lwówku Śląskim) – polski samorządowiec, urzędnik i menedżer, były wiceburmistrz Lwówka Śląskiego, w latach 2005–2007 wicewojewoda dolnośląski.

## Życiorys
Ukończył studia na Akademii Rolniczej w Poznaniu. 
kształcił się podyplomowo w zakresie administracji (na Uniwersytecie Warszawskim) i pedagogiki. W latach 80. pracował jako inspektor w oddziale PZU w rodzinnym mieście, a także w Wojewódzkim Ośrodku Doradztwa Rolniczego. Później pracował jako menedżer i członek rad nadzorczych różnych spółek, prowadził także własną działalność gospodarczą.
Należał do założycieli Komitetu Obywatelskiego „Solidarność” w Lwówku Śląskim. Później wstępował do Porozumienia Centrum, a w 2001 do Prawa i Sprawiedliwości. Przez dwie kadencje był radnym miejskim w Lwówku Śląskim, sprawował funkcję zastępcy jego burmistrza w latach 1998–2002. W 2002 ubiegał się o fotel burmistrza (zajął 3 miejsce na 7 kandydatów z 16,28% poparcia). Pod koniec 2005 został wicewojewodą dolnośląskim, którym pozostawał do 27 grudnia 2007.
W 2010 i 2014 wybierano go radnym powiatu lwóweckiego. W tych wyborach dwukrotnie ubiegał się o fotel burmistrza Lwówka Śląskiego (zajmował kolejno trzecie i drugie miejsce). W międzyczasie został prezesem stowarzyszenia „Dolnośląskie Dobro Wspólne”, a także naczelnikiem Wydziału Rozwoju Miasta w Urzędzie Miejskim w Głogowie. W 2008 objął kierownictwo nad szpitalem w Bogatyni, zaś w 2016 nad Uzdrowiskiem Cieplice. W 2005, 2007 i 2015 kandydował do Sejmu, a w 2011 – do Senatu w okręgu nr 1 (otrzymał 21,10% głosów, zajmując 3 miejsce na 6 kandydatów).